# 1999년 5월
| 1999년: 1월 · 2월 · 3월 · 4월 · 5월 · 6월 · 7월 · 8월 · 9월 · 10월 · 11월 · 12월 |

| <          | 1999년 5월 | 1999년 5월 | 1999년 5월 | 1999년 5월 | 1999년 5월 | >           |
| 일         | 월         | 화         | 수         | 목         | 금         | 토          |
|            |            |            |            |            |            | 1 3.16 계축 |
| 2 17 갑인  | 3 18 을묘  | 4 19 병진  | 5 20 정사  | 6 21 무오  | 7 22 기미  | 8 23 경신   |
| 9 24 신유  | 10 25 임술 | 11 26 계해 | 12 27 갑자 | 13 28 을축 | 14 29 병인 | 15 4.1 정묘 |
| 16 2 무진  | 17 3 기사  | 18 4 경오  | 19 5 신미  | 20 6 임신  | 21 7 계유  | 22 8 갑술   |
| 23 9 을해  | 24 10 병자 | 25 11 정축 | 26 12 무인 | 27 13 기묘 | 28 14 경진 | 29 15 신사  |
| 30 16 임오 | 31 17 계미 |            |            |            |            |             |

| 편집하기 |